# Laureana Cilento
Laureana Cilento é uma comuna italiana da região da Campania, província de Salerno, com cerca de 1.078 habitantes. Estende-se por uma área de 13 km², tendo uma densidade populacional de 83 hab/km². Faz fronteira com Agropoli, Castellabate, Lustra, Perdifumo, Torchiara.

## Demografia
| Variação demográfica do município entre 1861 e 2011                               |
|                                                                                   |
| Fonte: Istituto Nazionale di Statistica (ISTAT) - Elaboração gráfica da Wikipedia |